# Спринг-стрит (линия Восьмой авеню, Ай-эн-ди)
|   |     |     |     |     |   |
| · | · л | · э | · э | · л | · |

|   |     |     |     |     |   |
| · | · л | · э | · э | · л | · |

«Спринг-стрит» (англ. Spring Street) — станция Нью-Йоркского метрополитена, расположенная на линии Восьмой авеню, Ай-эн-ди. Станция находится в Манхэттене, на пересечении 6-й авеню и Спринг-стрит. На станции останавливаются маршруты: A (ночью), C (круглосуточно, кроме ночи) и E (круглосуточно). Станцию проходит без остановки маршрут A (круглосуточно, кроме ночи). Станция была открыта 10 сентября 1932 года в составе первой очереди линии до Инвуда.
Станция представлена двумя боковыми платформами, расположена на участке из четырёх путей, из которых платформами оборудованы только локальные пути. Со станции ведут несколько выходов. Отделана в синих тонах — в этот цвет окрашены колонны, мозаики с названием станции, этот же цвет имеет полоска на стенах. Название станции представлено не только в виде мозаик на стенах, ено и на колоннах, на стандартных черных табличках. Станция имеет два выхода. Все турникетные залы расположены на уровне платформ, имеется бесплатный переход между платформами. Первый выход (главный) приводит к перекрестку 6-й авеню и Спринг-стрит, второй — с Ван-Дам-стрит.

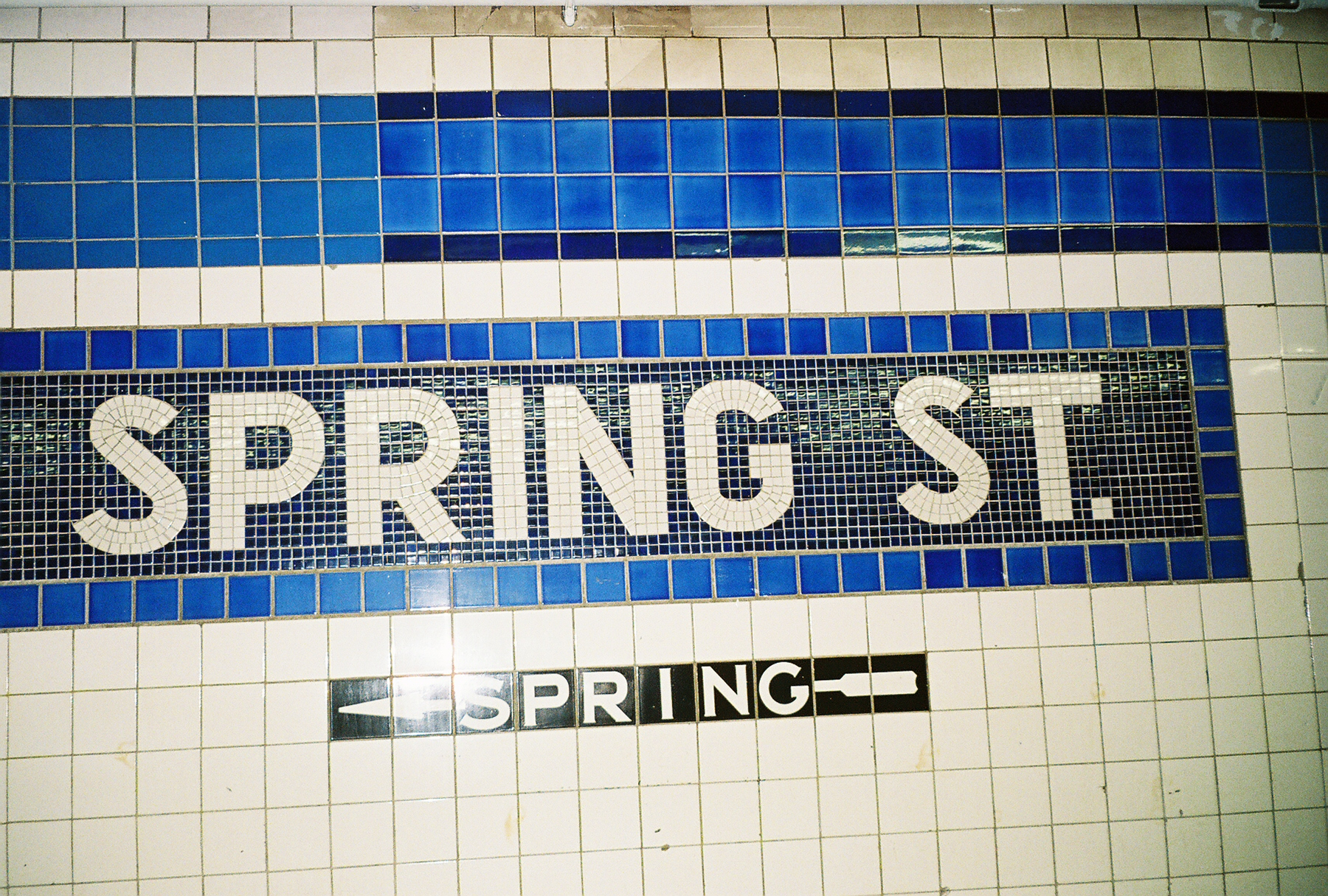
Название станции